# Slezz
Le Slezz ou Slass (arabe : سلاس ) est une tribu berbère sanhajienne installée sur les rives de la rivière Ouargha dans la province de Taounate. Cette tribu existe entre deux autres tribus sanhaja : la tribu Fechtala et la tribu Mezraoua.
La tribu était originaire du Haut Atlas avant de s'être déplacer vers les rives de la rivière Ouargha à l'époque du sultanat almoravide. Ils faisaient partie de la tribu Hanjafa avec la tribu Fechtala, la tribu Mezraoua et d'autres tribus.
Aujourd'hui, les Sless sont divisés en plusieurs fractions : Oulad Hammou, Jamal, El Khandaq, Souk Jemaa, Ouled Salih, Oumlil et Ourtzagh.